# Amazon Diary
Amazon Diary ist ein US-amerikanischer Kurzfilm von 1989 unter der Regie von Robert Nixon. Nixon war 1990 für und mit dem Film für einen Oscar nominiert.

## Inhalt

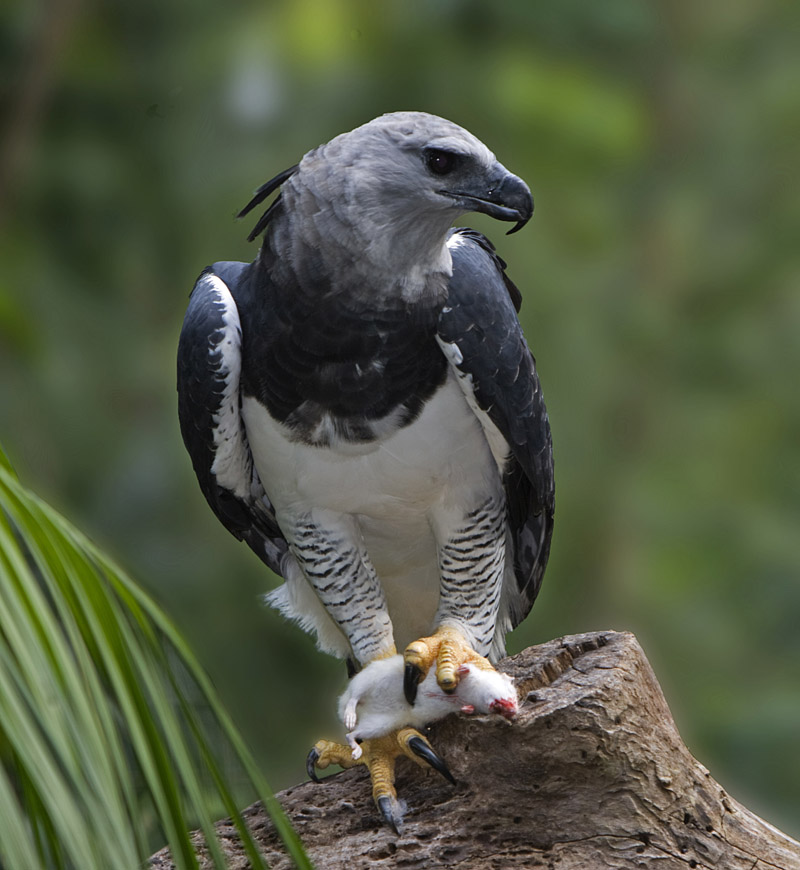
Harpyie

Ein junger Kayapo-Indianer aus dem Dorf A’ukre macht sich gemeinsam mit seinem Großvater auf die Suche nach einem neuen Vormund, als der heilige Harpy-Adler, der sein Dorf bisher beschützt hat, plötzlich verschwunden ist. Mit einem Einbaum fahren beide den Amazonas entlang. Unterwegs treffen sie Mitglieder eines benachbarten Stammes und begleiten diese in die Stadt, in der eine große Versammlung stattfindet. Dort sind neben vielen Indianern auch weitere Menschen versammelt, unter ihnen auch der Rockstar Sting. Sie alle protestieren gegen die Zerstörung des Regenwaldes. Der junge Kayapo-Indianer, der erstmals außerhalb seines Dorfes ist, zeigt sich fasziniert von den neuen Eindrücken. Ihm wird aber im Verlauf der Reise auch immer mehr bewusst, dass der Regenwald in Gefahr ist und mit ihm das Wohl der Welt. 
Zwar finden Großvater und Enkel den Harpy-Adler nicht, aber die Reise erweist sich vor allem für den jungen Indianer als Bereicherung, da er Erfahrungen sammeln konnte und seine Aufgabe darin sieht, den Regenwald als Lebensraum seines Volkes aber auch für die Menschen allgemein zu schützen.

## Produktion, Veröffentlichung
Produziert wurde der Film von Determined Productions, Inc., die ausführenden Produzentin war Connie Boucher. Die Dreharbeiten für Amazon Diary fanden in Brasilien statt. 
Der 1989 erstmals veröffentlichte Film wurde am 1. Juli 1991 von Studio Direct Cinema Limited auf DVD herausgegeben.

## Kayapo
Die Kayapó sind ein indigenes Volk des Amazonasgebiets im brasilianischen Mato Grosso und Pará. Die Kayapó sprechen eine namensgleiche Sprache und leben am Rio Xingu, einem Nebenfluss des Amazonas. Ihre Dörfer verteilen sich entlang verschiedener Flussläufe und befinden sich im dichten tropischen Regenwald. Sting, der die Kayapó in ihren Bemühungen um die Erhaltung des Regenwaldes unterstützt, trat während deren Demonstrationen auf, und gründete 1989 den Rainforest Foundation Fund. Sein Auftritt verschaffte den Indianern größere Medienpräsenz. Die Kayapó-Führer, die sich gegen die Pläne der Regierung und ihrer Interessengruppen stellen, leben in ständiger Bedrohung. Einige von ihnen sind bereits getötet worden, die Verantwortlichen werden nur sehr selten bestraft.

## Auszeichnung
Oscarverleihung 1990: Nominierung für Robert Nixon in der Kategorie „Bester Kurzfilm“ (Live Action)